# William B. Eerdmans Publishing Company
William B. Eerdmans Publishing Company est une maison d'édition religieuse dont le siège se trouve à Grand Rapids, Michigan. Elle a été fondée en 1911 par William B. Eerdmans [1880-1966], diplômé du Calvin College affilié à l'Église chrétienne réformée en Amérique du Nord. Elle a publié un large éventail de livres religieux, de travaux académiques de théologie chrétienne, études bibliques, histoire religieuse, spiritualité et critique culturelle.